# Andrea Provana di Leinì

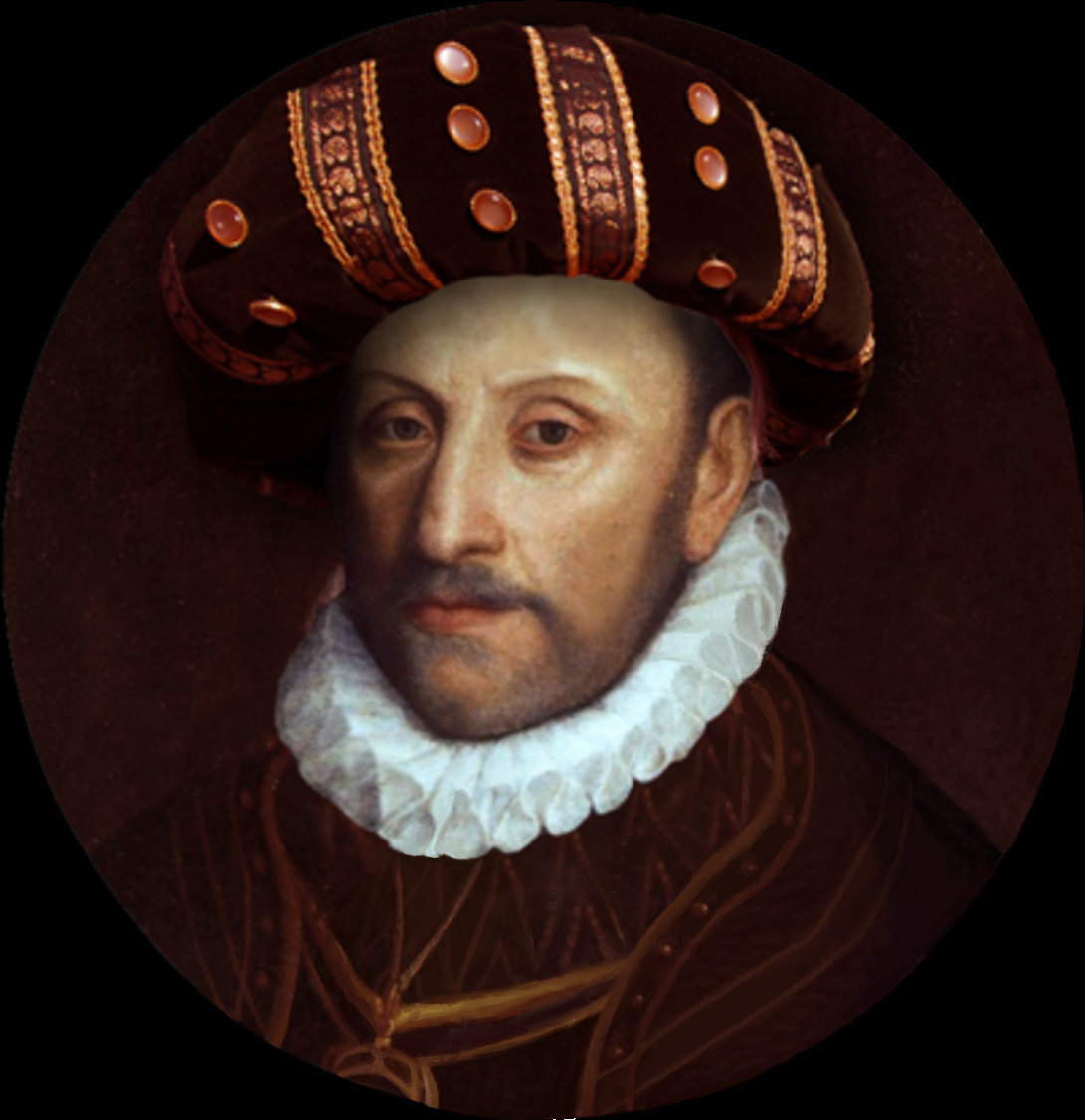
Andrea Provana di Leinì

Andrea Provana di Leinì (* um 1520; † 29. Mai 1592 in Nizza) war ein Admiral des Herzogtums Savoyen.

## Leben
Provana entstammte einer Adelsfamilie und war Graf von Leini. Während der italienischen Kriege kämpfte er 1556 bei Vercelli gegen die Franzosen. Dann baute er  die kleine Marine des Herzogs Emanuel Philibert von Savoyen auf, dem neben Savoyen und dem Piemont auch die Grafschaft Nizza gehörte. In Villafranca bei Nizza befand sich der Hauptstützpunkt der herzöglichen Flotte.
Provana nahm im Mittelmeer an zahlreichen Kämpfen gegen nordafrikanische Piraten teil. Im Sommer 1564 beteiligte er sich mit Don Garcia de Toledos christlicher Flotte am Angriff auf die von moslemischen Piraten besetzte Festung von Velez de la Gomera, die nach drei Tagen erobert werden konnte. Mit García Álvarez de Toledo y Osorio kämpfte er auf Malta auch gegen  die Osmanen. 1568 wurde er von Emanuel Philibert in den Annunziaten-Orden aufgenommen.
1571 führte er einen herzöglichen Flottenverband in der Schlacht von Lepanto. Danach setzte er sich für die Vereinigung der Orden der Heiligen Mauritius und Lazarus ein und wurde 1573 dessen erster Großadmiral.
Nach ihm wurde 1915 das U-Boot Andrea Provana benannt. 